# Залеманы
Залеманы (нем. Salemann) — дворянский род.
Потомство Георга Залемана (1597—1657) — лютеранского пастора, писателя и переводчика.
Роберт-Иоганн (Роберт Карлович) Залеман, академик Академии художеств, 07.09.1863 жалован дипломом на потомственное дворянское достоинство.

## Описание герба
В серебряном щите два лазоревые с червлеными глазами накрест положенные лосося.
Щит увенчан дворянским шлемом и короной. Нашлемник: два лазоревые, с червлеными глазами, опрокинутые лосося, обращенные хвостами вверх, один вправо, а другой влево. Намёт лазоревый с серебром. Герб Залеманов внесен в Часть 6 Сборника дипломных гербов Российского Дворянства, невнесенных в Общий Гербовник. № 21.